# خوان خوزه بلانکو
خوان خوزه بلانکو (انگلیسی: Juan José Blanco؛ زادهٔ ۱۹ دسامبر ۱۹۸۵) بازیکن فوتبال اهل اروگوئه است.
از باشگاه‌هایی که در آن بازی کرده‌است می‌توان به باشگاه فوتبال پنیارول، و باشگاه فوتبال مونته‌ویدئو واندررز، باشگاه فوتبال لیورپول (مونته‌ویدئو)، باشگاه فوتبال پنیارول، و باشگاه فوتبال مونته‌ویدئو واندررز اشاره کرد.